# Crise de Kodori de 2006
La crise de Kodori de 2006 éclate fin juillet 2006 dans les gorges de Kodori en Abkhazie, lorsqu'un chef de milice local déclare son opposition au gouvernement géorgien, qui envoie des forces de police pour désarmer les rebelles. La partie supérieure de la gorge de Kodori est cette époque la seule partie de l'Abkhazie, république séparatiste de Géorgie, non contrôlée par les autorités abkhazes.

## Contexte

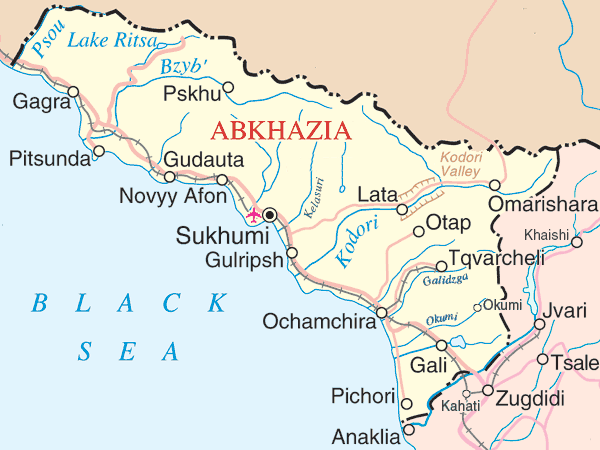
Carte de l'Abkhazie montrant l'emplacement des gorges de Kodori

Les gorges de Kodori, avec ses paysages boisés et ses collines rocheuses, se trouvent dans les montagnes du Grand Caucase, dans le coin nord-est de l'Abkhazie. Malgré plusieurs tentatives abkhazes pour s'emparer de cette gorge stratégique habitée par les Svanes, un sous-groupe local du peuple géorgien, la partie supérieure de la gorge n'a jamais été sous le contrôle des sécessionnistes depuis la guerre d'Abkhazie. Il reste sous le contrôle précaire du gouvernement central géorgien, mais le gouvernement de la région est effectivement dirigé, jusqu'à la crise, par une autorité locale, le chef de guerre Emzar Kvitsiani (en), qui dirigeait auparavant la défense de la gorge contre les forces séparatistes abkhazes en qualité de commandant de la milice locale Monadire, envoyé par l'ancien président de la Géorgie Edouard Chevardnadze. Après l'éviction de Shevardnadze lors de la Révolution des Roses sans effusion de sang en 2003, le nouveau gouvernement géorgien dissout la force Monadire et abolit le poste de Kvitsiani. Il y a également de fortes suspicions quant à l'implication de Kvitsiani dans la contrebande et d'autres activités criminelles comme la fourniture d'un abri à plusieurs criminels recherchés par la police géorgienne.

## Crise de juillet 2006

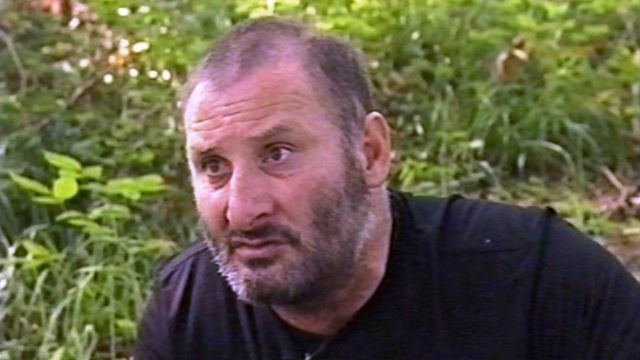
Emzar Kvitsiani, chef de guerre géorgien

La crise a commencé le 22 juillet 2006, lorsque Kvitsiani réarme ses anciens miliciens et déclare qu’il défie les autorités centrales géorgiennes et qu’il allait résister à toute tentative des autorités de désarmer ses milices. Les tentatives pour négocier une reddition sont vaines et les miliciens refusent un ultimatum envoyé par le ministre géorgien de l'Intérieur Vano Merabichvili. Le 25 juillet, le gouvernement géorgien dépêche un solide détachement de policiers et de forces de sécurité pour désarmer le chef paramilitaire rebelle. Les informations provenant de la gorge sont en grande partie rares et non confirmées, les responsables ayant initialement refusé de faire tout commentaire. Plus tard, le 25 juillet, Alexander Lomaia (en), le ministre de l'Éducation et des Sciences, confirme que l'opération de police prévue est en cours dans le but de rétablir l'ordre constitutionnel dans la région de Kodori. Selon la chaîne de télévision géorgienne Rustavi 2, les rebelles sont approvisionnés en vivres et en munitions par l'armée abkhaze et les forces de maintien de la paix russes stationnées en Abkhazie. Rustavi 2 rapporte également qu'un hélicoptère des soldats de la paix russes a atterri dans la zone contrôlée par les rebelles pour fournir de la nourriture aux rebelles, mais n'a pas réussi à rentrer car les géorgiens menaçaient de l'abattre.
Selon les rapports officiels, les forces gouvernementales géorgiennes contrôlent la majeure partie de la gorge à la fin du 26 juillet, forçant la reddition d'un certain nombre de rebelles. D'autres, dont Kvitsiani, se cachent dans les forêts environnantes. Plusieurs blessés et blessés sont signalés des deux côtés. La mort d'un civil dans une fusillade entre les rebelles et la police est également confirmée. Le 27 juillet, le ministre géorgien de la Défense, Irakli Okrouachvili, déclare dans une interview télévisée que la phase principale de l'opération s'est achevée avec succès, la plupart des rebelles s'étant rendus ou ayant été capturés. Il déclare également que la révolte "est une provocation planifiée dans un pays étranger".
À la fin du 28 juillet, tous les villages de la gorge sont contrôlés par les forces gouvernementales. Un grand nombre d'armes et de munitions sont également découverts dans la vallée. Kvitsiani, selon les déclarations géorgiennes, a réussi à s'échapper vers Soukhoumi, la capitale de l'Abkhazie.

## Réactions
Avec le début de l'opération de police géorgienne, les autorités russes et de facto abkhazes expriment leurs inquiétudes quant à la présence des forces géorgiennes dans le voisinage immédiat de la zone de conflit. Les dirigeants abkhazes estiment que toute infiltration de la gorge de Kodori par des unités armées géorgiennes constitue une violation flagrante de l'accord de cessez-le-feu et du désengagement des forces du 14 mai 1994, et du protocole de mai 1998, selon lequel la partie géorgienne a la présumée obligation de ne pas envoyer de forces militaires dans la gorge. Les responsables russes et abkhazes avertissent les 25 et 26 juillet que le recours à la force à Kodori pourrait conduire à un nouveau conflit dans la région. Sergueï Bagapch, le président de l'Abkhazie, fait les commentaires suivants lors de la crise dans les gorges de Kodori: "Si les soldats géorgiens traversent la frontière de l'Abkhazie, un nouveau conflit peut être déclenché, car les soldats abkhazes ouvriront le feu dans ce cas".
Les autorités géorgiennes nient les accusations, affirmant que les seules forces opérant dans la gorge sont la police et les services de sécurité, et par conséquent elles ne constituent pas une violation des précédents protocoles de cessez-le-feu. Ils nient les allégations selon lesquelles les forces géorgiennes prévoient de continuer leur chemin dans les territoires contrôlés par les sécessionnistes, réaffirmant que la Géorgie prévoit de résoudre les conflits séparatistes par des moyens pacifiques. Le 26 juillet, Jaap de Hoop Scheffer, secrétaire général de l'OTAN, lors de sa rencontre avec le Premier ministre géorgien, Zourab Noghaïdeli, exprime également son soutien à la position de la Géorgie face aux problèmes en Abkhazie et dans sa république séparatiste d'Ossétie du Sud.